# Zuzanna Szadkowski
Zuzanna Szadkowski (Varsovia, 22 de octubre de 1978) es una actriz polaca, más conocida por su interpretación de Dorota Kishlovsky en la serie de televisión, Gossip Girl. Szadkowski también apareció en Los Soprano y Ley y Orden: Acción Criminal. Hizo su debut en los escenarios de Nueva York. [cita requerida]

## Filmografía

### Cine
| Año  | Película                        | Personaje                    | Notas        |
| ---- | ------------------------------- | ---------------------------- | ------------ |
| 2011 | The Pilot Season Survival Guide | Martha                       | Cortometraje |
| 2011 | Un golpe de altura              | Criada polaca                |              |
| 2012 | Where is Joel Baum?             | Señora de la limpieza polaca |              |
| 2013 | Butterflies of Bill Baker       | Mónica                       |              |
| 2014 | Growing Up and Other Lies       | CeCe                         |              |
| 2016 | Loserville                      | Janice Rappaport             |              |

### Series de televisión
| Año         | Serie                                | Personaje         | Notas        |
| ----------- | ------------------------------------ | ----------------- | ------------ |
| 2006 - 2007 | Ley y Orden: Acción Criminal         | Olga / Trina      | 2 episodios  |
| 2007        | Los Soprano                          | Elzbieta          | 2 episodios  |
| 2007 - 2012 | Gossip Girl                          | Dorota Kishlovsky | 79 episodios |
| 2009        | Chasing Dorota                       | Dorota Kishlovsky | 6 episodios  |
| 2009        | Guiding Light                        | Hermana Angélica  | 3 episodios  |
| 2014        | New York Picture Company Sketch Show | Yulia             | 1 episodio   |
| 2014 - 2015 | The Knick                            | Nurse Pell        | 15 episodios |
| 2015        | Elementary                           | Miranda Jantzen   | 1 episodio   |
| 2015        | Girls                                | Priya             | 3 episodios  |
| 2016        | The Good Wife                        | Gloria Beattie    | 1 episodio   |
| 2017        | Search Party                         | Aphrodite         | 1 episodio   |
| 2022        | The Gilded Age                       | Mabel Ainsley     | 5 episodios  |